# Hannah Nuttall
Hannah Nuttall (7 de julio de 1997) es una deportista británica que compite en atletismo, especialista en las carreras de fondo. En los Juegos Europeos de Cracovia 2023 consiguió una medalla de bronce en la prueba de 5000 m.

## Palmarés internacional
| Juegos Europeos | Juegos Europeos   | Juegos Europeos   | Juegos Europeos |
| Año             | Lugar             | Medalla           | Prueba          |
| --------------- | ----------------- | ----------------- | --------------- |
| 2023            | Chorzów (Polonia) | Medalla de bronce | 5000 m          |